# Felipe Machado
Luis Felipe Oliveira Machado (São Paulo, 4 de agosto de 1970) é jornalista, escritor, consultor em mídias digitais, videomaker e músico brasileiro.
É atualmente o Diretor de Comunicações da Worldfund, uma fundação sem fins lucrativos com projetos educacionais.
Sua carreira jornalística inclui posições importantes em poucas das mais importantes mídias do Brasil, como O Estado de S. Paulo, R7,  Diário de S. Paulo e Rede Bom Dia. 
Como escritor, escreveu 2 romances, 2 trabalhos não ficcionais e um premiado livro infantil. 
Na música, começou em 1985 como guitarrista e cofundador da banda de heavy metal Viper, onde faz parte atualmente. 

## Carreira

### Comunicações
Em 1993, formou-se em Comunicações na Faculdade Cásper Líbero e concluiu seu mestrado em Comunicações Digitais em 2009 na Universidade de Navarra. Devido às intensas atividades musicais, adiou trabalhar na área até 1996, quando trabalhou por 2 anos como Redator na agência de publicidade DPZ (hoje DPZ&T). 
Em 2000, começou sua carreira jornalística no extinto Jornal da Tarde, um jornal pertencente ao Grupo Estado, onde atuou como repórter, colunista e editor. Foi o primeiro Editor de Multimídias do Grupo Estado, onde criou, implementou e foi diretor da TV Estadão, área de vídeos do portal do jornal O Estado de S. Paulo durante quatro anos. Nesse período, dirigiu 2 documentários: "A Amazônia de Euclides da Cunha: Um Paraíso Perdido", "1968: Mordaça no Estadão", ‘Grandes Reportagens: Amazônia’, ‘Grandes Reportagens: Megacidades’ e o curta-metragem de ficção ‘Amor 2.0’.
Mais tarde, em 2011, deixou o Grupo Estado para integrar como Diretor de Mídias Digitais do Diário de S. Paulo e Rede Bom Dia, grupo com jornais distribuídos por dez cidades paulistas, onde gerenciava todas as equipes de mídias digitais, projetos comerciais e parcerias estratégicas.
Em 2013, foi Editor Chefe no portal R7, onde comandava equipes de jornalistas em diferentes regiões do Brasil como São Paulo, Brasília, Rio de Janeiro, Belo Horizonte e Salvador.
Felipe Machado assinou também o blog ‘Palavra de Homem’, baseado na coluna semanal que manteve durante cinco anos no Jornal da Tarde.
Além de escrever para os principais veículos de comunicação do país, Felipe Machado também atua no jornalismo internacional. É colaborador de publicações como The New York Times (EUA), Citizen K, Mixte, Double (França), Back2Back (Inglaterra) e Vision (China).
Como Consultor em Comunicação e Mídia, foi convidado para apresentar as palestras ‘TotalMedia Journalism’, no auditório do The New York Times, em Nova York (2009), e ‘Brazil: Beyond Carnival & Soccer’, na DePaul University, em Chicago (2006).
É, também, editor-chefe no Brasil da Fair Observer, um portal com colaboradores e líderes do mundo todo.

### Escritor
É autor de dois livros não ficcionais, "Bacana Bacana – As Aventuras de um Jornalista pela Copa do Mundo da África do Sul" (Ed. Seoman, 2010) e "Ping Pong – As Aventuras de um Jornalista Brasileiro na China Olímpica" (Ed. Pau Brasil, 2010), indicado ao Prêmio Jabuti.
Também escreveu dois romances chamados "Olhos Cor de Chuva" (Ed. Escrituras, 2002), "O Martelo dos Deuses" (Ed. Pau Brasil, 2007) e o livro infantil "Um Lugar Chamado Aqui" (SESI, 2016), ganhador do prêmio de melhor livro infantil pela Fundação Nacional do Livro Infantil e Juvenil.

#### Obras
- "Olhos Cor de Chuva"[14][15] (Ed. Escrituras, 2002)
- "O Martelo dos Deuses"[16] (Ed. Pau Brasil, 2007)[17]
- "Bacana Bacana – As Aventuras de um Jornalista pela Copa do Mundo da África do Sul"[11] (Ed. Seoman, 2010)
- "Ping Pong – As Aventuras de um Jornalista Brasileiro na China Olímpica"[12] (Ed. Pau Brasil, 2010)
- "Um Lugar Chamado Aqui"[18] (SESI, 2016)

### Músico
Como guitarrista, foi fundador da banda de heavy metal Viper, um dos nomes mais importantes do rock brasileiro na década de 90, tocando nas rádios e com clipes na MTV brasileira. Foram banda de abertura de grupos como Black Sabbath, Metallica, Kiss e Slayer e também foram atrações principais de festivais como o Monsters of Rock. Com essa banda lançou sete discos e realizou turnês pelo Japão, Europa, Estados Unidos e América do Sul, gravando discos na Alemanha, Estados Unidos e um álbum ao vivo no Japão. Em 2013, a banda participou da edição brasileira do festival Rock in Rio, um dos maiores e mais importantes festivais de música que é realizado em vários países no mundo. Machado esteve presente em todos os álbuns da banda, 
Em 2015, lançou seu primeiro disco solo como cantor, compositor e guitarrista: FM Solo, disponível em todas as plataformas digitais. O álbum tem 8 canções autorais, além dos covers "Speedway" do cantor Morrissey e a música "Tourist" da banda Athlete. Os singles foram "Someday", com um videoclipe filmado em Valle Nevado, no Chile; e "The Shelter", uma versão mais groovy da sua banda Viper.
Em 2022, lança "Primata", seu segundo álbum solo.

#### Discografia

##### Viper
- The Killera Sword [Demo] (1986)
- Soldiers of Sunrise (1987)
- Theatre of Fate (1989)
- Evolution (1992)
- Vipera Sapiens (EP lançado apenas no exterior, 1992)
- VIPER Live – Maniacs In Japan (ao vivo no Japão, 1993)
- Coma Rage (1994)
- Tem Pra Todo Mundo (1996)
- Everybody Everybody – The Best of VIPER (1999)
- 20 Years Living For The Night (DVD 2005)
- All My Life (2007)
- To Live Again - Live In São Paulo (CD / DVD 2015)
- The Spreading Soul Forever Single (2020)
- Timeless (2023)

##### Solo
- FM Solo (2015)
- Primata (2022)